# Lorca Deportiva Club de Fútbol
Il Lorca Deportiva Club de Fútbol (o più semplicemente Lorca) era una squadra di calcio spagnola che aveva base nella città murciana di Lorca e giocava le partite casalinghe al Francisco Artés Carrasco.

## Storia
Al 1929 risale la fondazione della prima squadra di Lorca, il Lorca FC. Si succedettero poi diverse squadre, l'ultima delle quali il Lorca Club de Fútbol, scomparsa nel 2000 per debiti economici. Nel 2002 si fondò infine il Lorca Deportiva Club de Fútbol.
Dopo aver ottenuto buoni risultati, arrivando anche in Segunda divisiòn, il club cominciò ad accusare gravi problemi economici che lo portarono, al termine della stagione 2008/09, ad una retrocessione a tavolino in Tercera division, pur avendo terminato il campionato in seconda posizione. Nell'annata 2010-11 la squadra fu spostata nel comune di Totana e venne rinominata Lorca Deportiva Olímpico.
Tuttavia il 18 ottobre 2010, persistendo i problemi economici, il club si ritirò dalle competizioni.

## Stadio
Il Francisco Artés Carrasco è stato inaugurato il 5 aprile 2003, ha una capienza di 8.064 posti e dimensioni di 110 x 73 m.

## Storia nella Liga
- Stagioni in Primera División: 0
- Stagioni in Segunda División: 2
- Stagioni in Segunda División B: 4
- Stagioni in Tercera División: 2

## Palmarès

### Competizioni nazionali
- Segunda División B: 1

1983-1984
- Tercera División: 1

2002-2003

### Altri piazzamenti
- Segunda División B:

Secondo posto: 2003-2004 (gruppo III), 2008-2009 (gruppo II)
Terzo posto: 1981-1982 (gruppo II)
- Copa Federación de España:

Finalista: 2009-2010

## Stagioni
| Stagione | Categoria | Posizione  |
| -------- | --------- | ---------- |
| 2002/03  | 3ª        | 1°         |
| 2003/04  | 2ªB       | 2°         |
| 2004/05  | 2ªB       | 4°         |
| 2005/06  | 2ª        | 5°         |
| 2006/07  | 2ª        | 21°        |
| 2007/08  | 2ªB       | 11°        |
| 2008/09  | 2ªB       | 2°         |
| 2009/10  | 3ª        | 3°         |
| 2010/11  | 3ª        | (Ritirato) |

## Evoluzione della divisa
| 2002-2003 | 2003-2004 | 2004-2005 | 2005-2006 | 2006-2008 | 2008-2009 |

## Rosa 2007-2008
| N. |                      | Ruolo | Calciatore        |
| -- | -------------------- | ----- | ----------------- |
| 2  | Spagna (bandiera)    | D     | Antonio Robles    |
| 3  | Spagna (bandiera)    | D     | Vicente Verdejo   |
| 4  | Spagna (bandiera)    | D     | Mikel Azparren    |
| 5  | Spagna (bandiera)    | D     | Manuel Rueda      |
| 6  | Messico (bandiera)   | C     | Javier Iturriaga  |
| 7  | Argentina (bandiera) | C     | Juan Raponi       |
| 8  | Spagna (bandiera)    | D     | Ángel Robles      |
| 9  | Spagna (bandiera)    | A     | Chando            |
| 10 | Spagna (bandiera)    | C     | Juan Carlos Ramos |
| 11 | Spagna (bandiera)    | A     | Jorge Sánchez     |
| 12 | Francia (bandiera)   | C     | Derek Décamps     |
| 13 | Spagna (bandiera)    | P     | Xabier Jauregi    |

| N. |                               | Ruolo | Calciatore           |
| -- | ----------------------------- | ----- | -------------------- |
| 14 | Guinea Equatoriale (bandiera) | A     | Juan Epitié          |
| 15 | Spagna (bandiera)             | D     | Javier Rabadán       |
| 16 | Spagna (bandiera)             | A     | Ador                 |
| 17 | Spagna (bandiera)             | A     | Manu Busto           |
| 18 | Spagna (bandiera)             | A     | Manel Martínez       |
| 19 | Spagna (bandiera)             | D     | José Carlos Olivares |
| 20 | Spagna (bandiera)             | D     | Juanma Iglesias      |
| 21 | Spagna (bandiera)             | A     | Jordi Tarrés         |
| 22 | Spagna (bandiera)             | C     | Óscar Rico           |
| 25 | Spagna (bandiera)             | P     | Tato Burgada         |
| 27 | Spagna (bandiera)             | C     | Micro                |
| 30 | Spagna (bandiera)             | P     | Alejandro Rebollo    |